# 1916 no cinema

## Principais filmes
- A Viuvinha, de e com Luiz de Barros

## Nascimentos
| Data           | Nome                   | Profissão                                       | Nacionalidade                        | Observações | Ref   |
| -------------- | ---------------------- | ----------------------------------------------- | ------------------------------------ | ----------- | ----- |
| 26 de Março    | Sterling Hayden        | ator                                            | Estados Unidos                       | m. 1986     |       |
| 4 de abril     | David White            | ator                                            | Estados Unidos                       | m. 1990     |       |
| 5 de abril     | Gregory Peck           | ator                                            | Estados Unidos                       | m. 2003     |       |
| 6 de maio      | Zezé Macedo            | atriz                                           | Brasil                               | m. 1999     |       |
| 12 de junho    | Irwin Allen            | produtor de cinema e de televisão               | Estados Unidos                       | m. 1991     |       |
| 1 de julho     | Olivia de Havilland    | atriz                                           | Japão / Reino Unido / Estados Unidos |             |       |
| 5 de julho     | Ben Edwards            | produtor teatral e cenógrafo de teatro e cinema | Estados Unidos                       | m. 1999     |       |
| 29 de Julho    | Budd Boetticher        | diretor de cinema                               | Estados Unidos                       | m. 2001     |       |
| 29 de Agosto   | George Montgomery      | ator                                            | Estados Unidos                       | m. 2000     |       |
| 28 de setembro | Peter Finch            | ator                                            | Reino Unido                          | m. 1977     |       |
| 14 de outubro  | Jack Arnold            | diretor e ator                                  | Estados Unidos                       | m. 1992     |       |
| 8 de novembro  | Peter Weiss            | pintor, diretor de cinema e novelista           | Alemanha                             | m. 1982     |       |
| 9 de dezembro  | Kirk Douglas           | ator                                            | Estados Unidos                       | m. 2020     | [ 1 ] |
| ??             | Joaquim Azinhal Abelho | poeta e cineasta                                | Portugal                             | m. 1979     |       |

## Mortes
| Data | Nome | Profissão | Nacionalidade | Observações | Ref |
| ---- | ---- | --------- | ------------- | ----------- | --- |